# Người Hồi
Người Hồi (tiếng Trung: 回族; Hán-Việt: Hồi tộc; bính âm: Huízú) là một dân tộc thiểu số tại Cộng hòa Nhân dân Trung Hoa. Họ là một trong 56 dân tộc được nhà cầm quyền chính thức công nhận. Hầu hết những người Hồi có ngoại hình và văn hóa giống người Hán, nhưng họ theo Hồi giáo (Islam) và vì thế có một số đặc điểm văn hóa riêng. Ví dụ, họ bị cấm ăn thịt lợn, loại thịt được ăn nhiều nhất tại Trung Quốc, ngoài ra họ cũng không ăn thịt chó, ngựa, và uống rượu. Y phục của họ khác người Hán vì đàn ông người Hồi đội mũ trắng và đàn bà người Hồi đội khăn quàng và thỉnh thoảng dùng mạng che mặt.
Theo cách hiểu hiện đại, định nghĩa về thế nào là Hồi không bao hàm các nhóm dân tộc như Duy Ngô Nhĩ, một dân tộc cũng sống trên đất nước Trung Hoa và theo đạo Hồi nhưng dân tộc này hoàn toàn khác biệt về văn hóa nếu so sánh với người Hán. Ví dụ, tại Tân Cương (新疆), nơi khoảng 10 phần trăm số dân là người Hồi, thì người Hồi có đặc điểm đặc trưng về dân tộc hoàn toàn rất khác so với người Duy Ngô Nhĩ, Kazakh, và Kyrgyz, là những dân tộc có đặc điểm gần gũi với người Turk sinh sống ở Trung Á ở cả trong và ngoài phạm vi lãnh thổ của Trung Quốc.
Trong số người Hồi còn có một số người Trung Quốc theo đạo Hồi, không giống người Hán, nhưng không được liệt kê thành một nhóm dân tộc riêng, như những người Hồi ở đảo Hải Nam (người Utsul) đang sử dụng một ngôn ngữ trong ngữ hệ Nam Đảo (tiếng Tsat) tương tự như tiếng của người Chăm ở Việt Nam và được cho là hậu duệ của người Chăm di cư đến Hải Nam.
Trong tiếng Việt, tên của tôn giáo của họ được xuất phát từ tên của nhóm này, có nguồn gốc Hán-Việt (回教 Huíjiào; Hồi giáo). Trong tiếng Trung Quốc hiện đại, tôn giáo của họ thường được gọi là Y Tư Lan giáo (伊斯蘭教 Yīsīlán jiào), trong đó "Y Tư Lan" (伊斯蘭 Yīsīlán) là phiên âm bằng tiếng Quan thoại của "Islam".

## Nguồn gốc

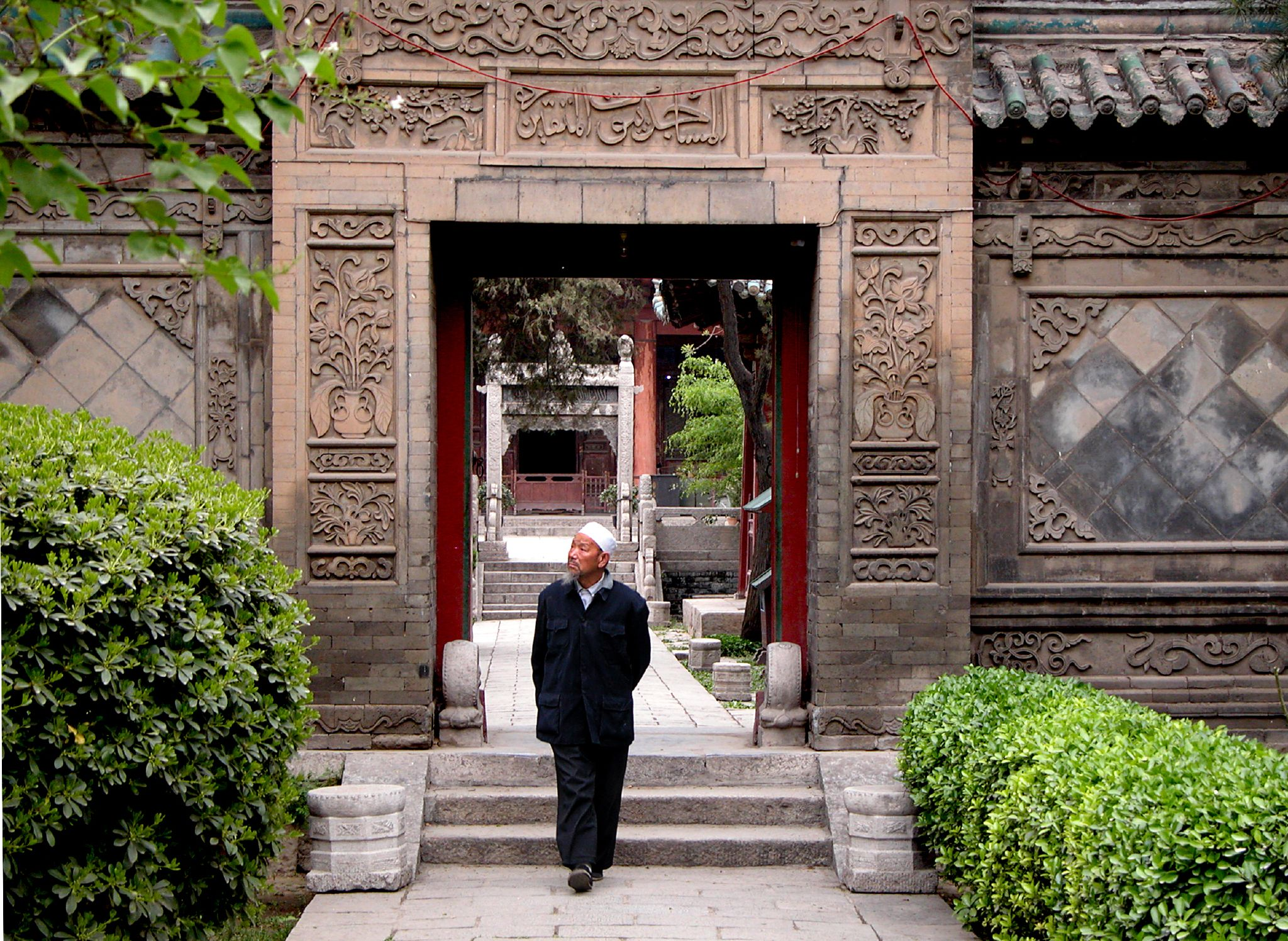
Đàn ông người Hồi gần sân trong của Đại Thanh Chân Tự